# Polypauropodidae
Polypauropodidae är en familj av mångfotingar. Polypauropodidae ingår i ordningen Tetramerocerata, klassen fåfotingar, fylumet leddjur och riket djur. Enligt Catalogue of Life omfattar familjen Polypauropodidae 20 arter. 
Kladogram enligt Catalogue of Life:
| Polypauropodidae | \| \| Fagepauropus \| \| \| \| \| \| Polypauropoides \| \| \| \| \| \| Polypauropus \| \| \| \| |
|                  | \| \| Fagepauropus \| \| \| \| \| \| Polypauropoides \| \| \| \| \| \| Polypauropus \| \| \| \| |
|                  | Amphipauropodidae                                                                               |
|                  |                                                                                                 |
|                  | Brachypauropodidae                                                                              |
|                  |                                                                                                 |
|                  | Diplopauropodidae                                                                               |
|                  |                                                                                                 |
|                  | Eurypauropodidae                                                                                |
|                  |                                                                                                 |
|                  | Hansenauropodidae                                                                               |
|                  |                                                                                                 |
|                  | fåfotingar                                                                                      |
|                  |                                                                                                 |
|                  | Sphaeropauropodidae                                                                             |
|                  |                                                                                                 |
|                  | Fagepauropus                                                                                    |
|                  |                                                                                                 |
|                  | Polypauropoides                                                                                 |
|                  |                                                                                                 |
|                  | Polypauropus                                                                                    |
|                  |                                                                                                 |

|  | Fagepauropus    |
|  |                 |
|  | Polypauropoides |
|  |                 |
|  | Polypauropus    |
|  |                 |